# Жавинка
Жави́нка (укр. Жавинка) — село Черниговского района Черниговской области Украины. Село расположено в непосредственной близости к Чернигову. Население 549 человек. Расположено на реке Жавинка.

## Власть
Орган местного самоуправления — Киенский сельский совет. Почтовый адрес: 15505, Черниговская обл., Черниговский р-н, с. Киенка, ул. Победы, 30.

## Известные люди
- Коломиец, Пётр Леонтьевич — участник Великой Отечественной войны [2] , [3] Герой Советского Союза .

## Галерея

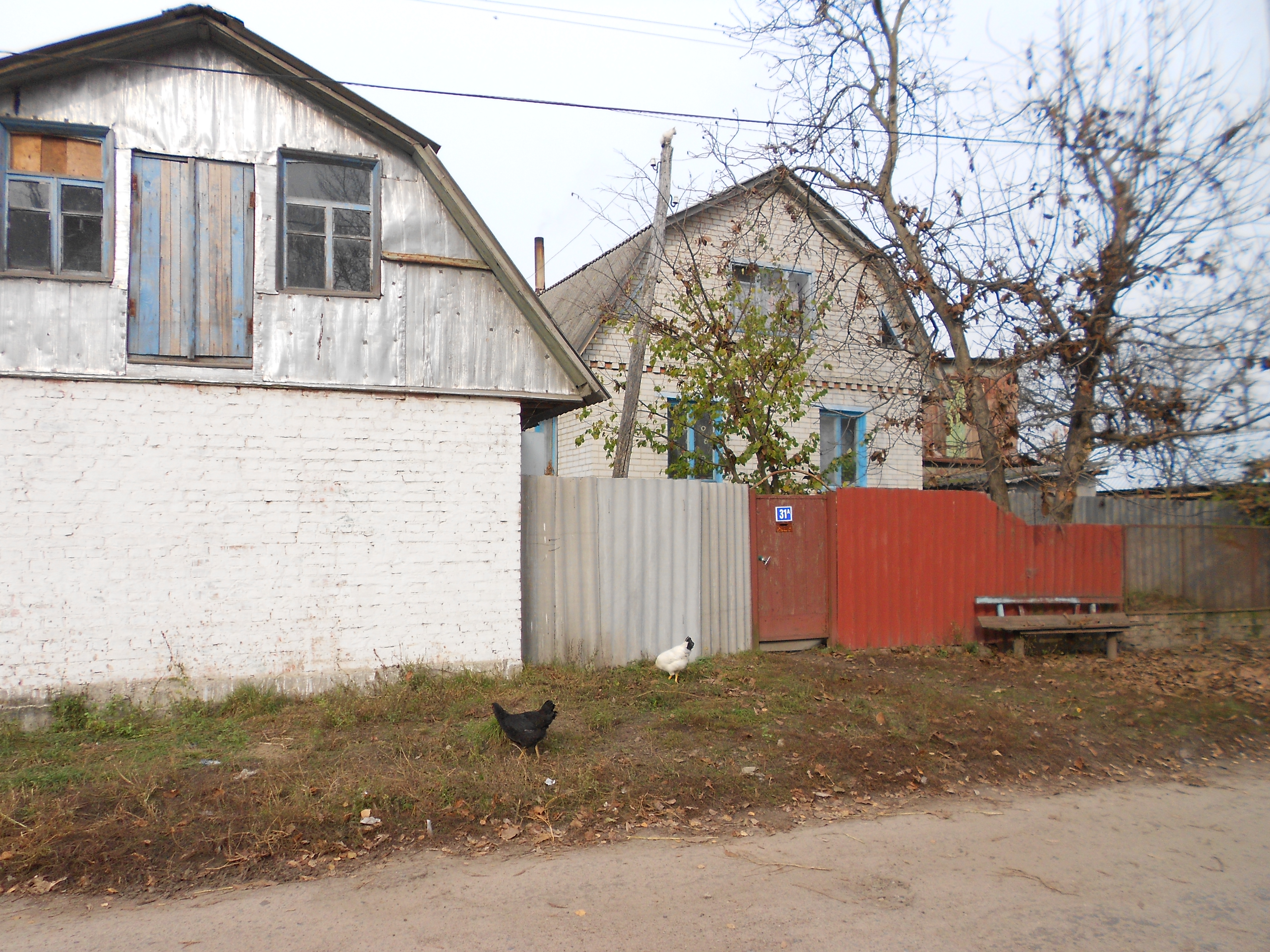
Улица села
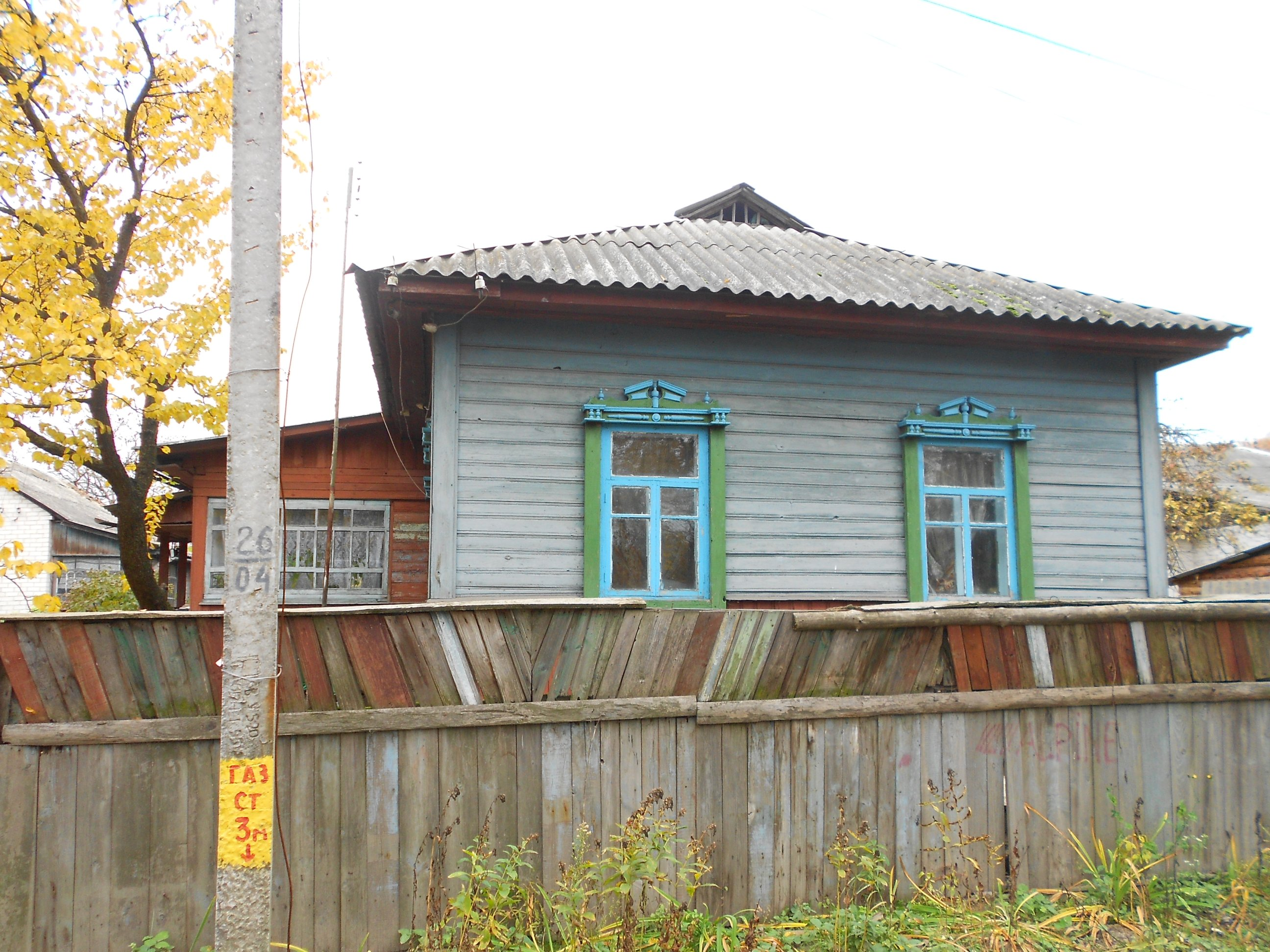
Дом
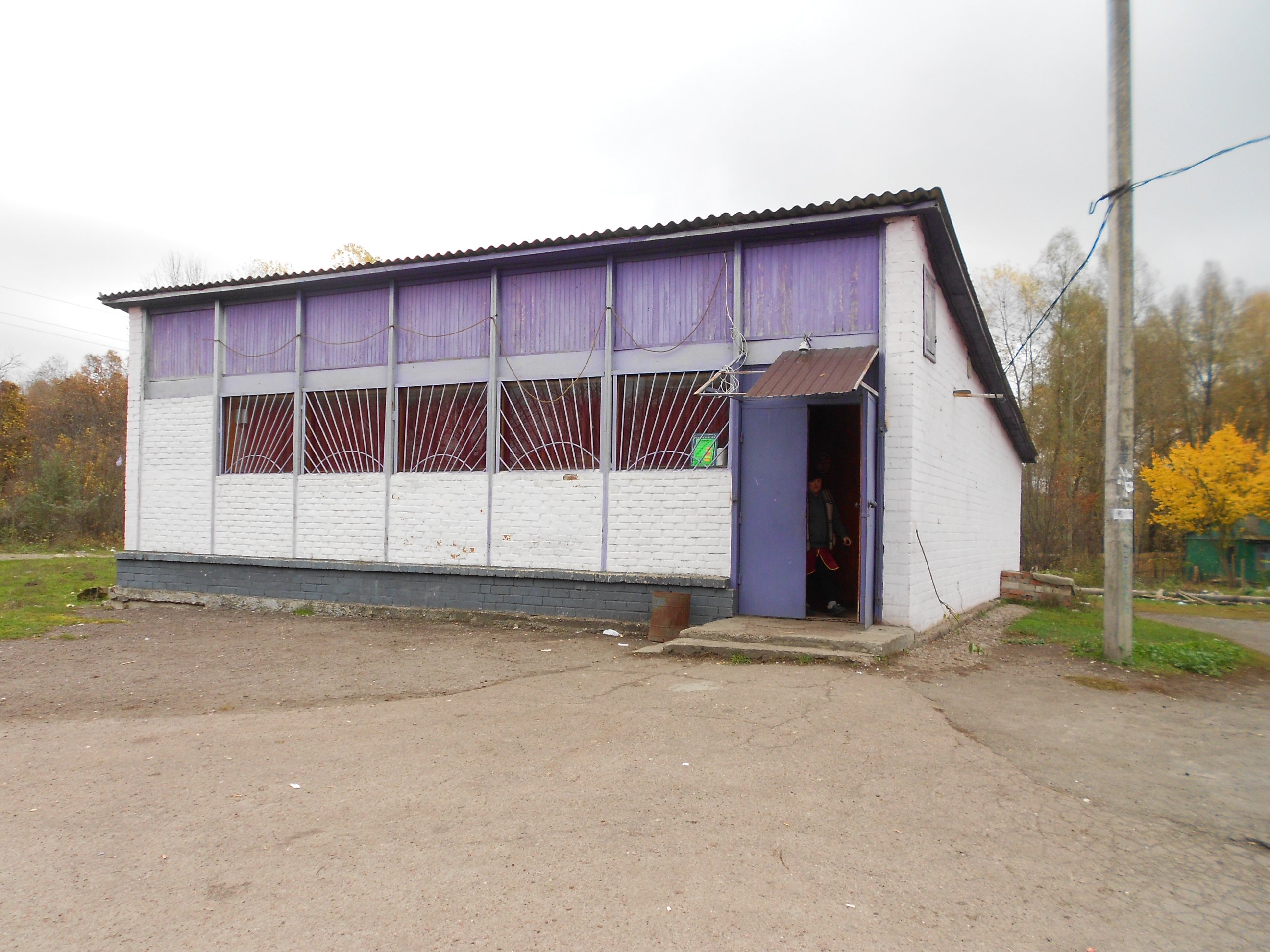
Магазин
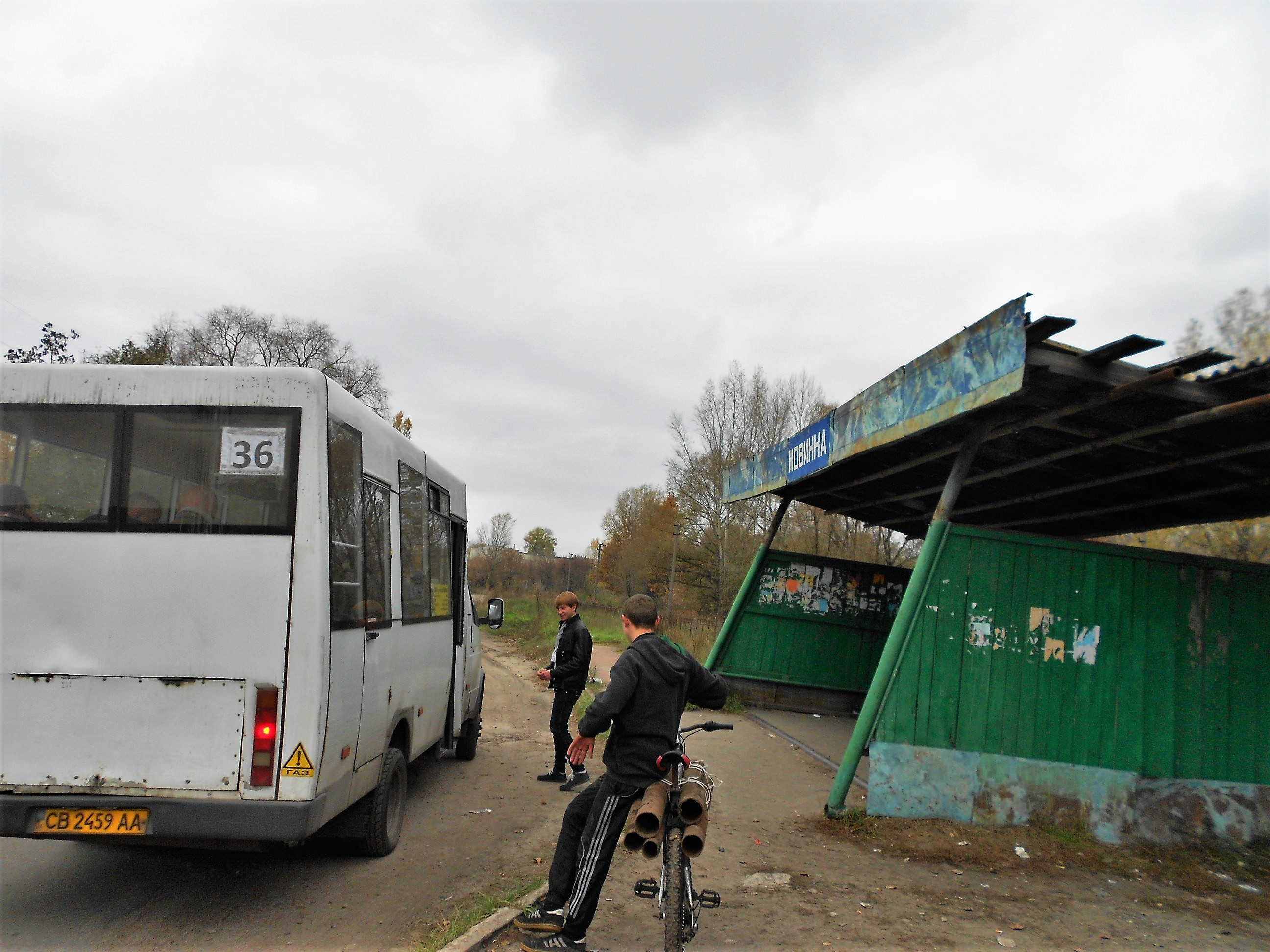
Автобусная остановка
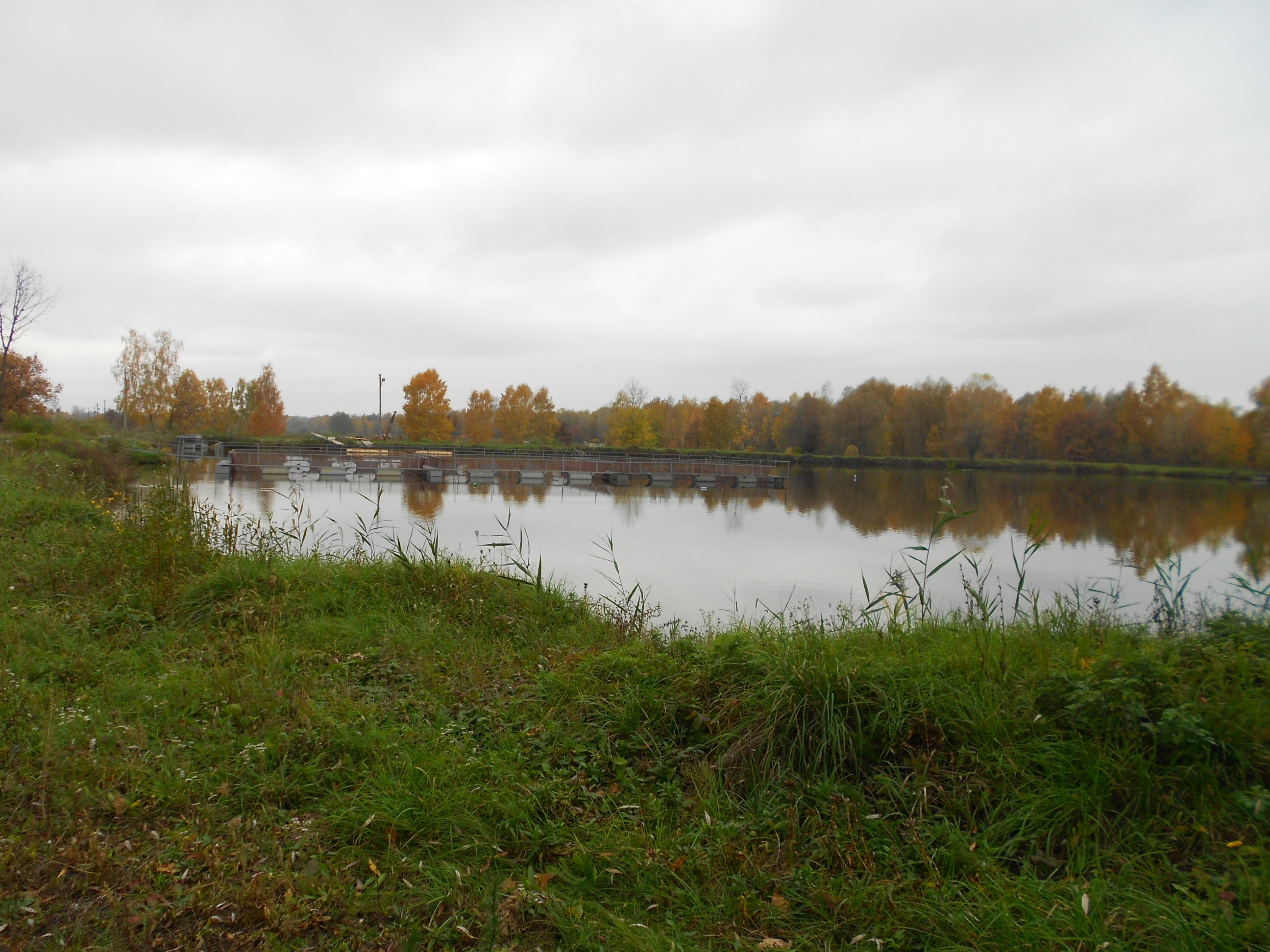
Отстойник